# Przygody Chomy
Przygody Chomy (ros. Приключения Хомы) – radziecki krótkometrażowy film animowany z 1978 roku w reżyserii Garriego Bardina. Scenariusz napisał Albert Iwanow.

## Obsada (głosy)
- Aleksiej Borzunow jako Choma
- Walerij Nosik jako Susełek